# Vetle Sjåstad Christiansen
Vetle Sjåstad Christiansen (Hønefoss, 12 de mayo de 1992) es un deportista noruego que compite en biatlón.
Participó en los Juegos Olímpicos de Pekín 2022, obteniendo dos medallas, oro en el relevo y bronce en la prueba de salida en grupo.
Ganó siete medallas en el Campeonato Mundial de Biatlón entre los años 2019 y 2024, y siete medallas en el Campeonato Europeo de Biatlón, entre los años 2013 y 2025.

## Palmarés internacional
| Juegos Olímpicos   | Juegos Olímpicos             | Juegos Olímpicos  | Juegos Olímpicos        |
| Año                | Lugar                        | Medalla           | Prueba                  |
| ------------------ | ---------------------------- | ----------------- | ----------------------- |
| 2022               | Pekín (China)                | Medalla de oro    | Relevo                  |
| 2022               | Pekín (China)                | Medalla de bronce | Salida en grupo         |
| Campeonato Mundial |                              |                   |                         |
| Año                | Lugar                        | Medalla           | Prueba                  |
| 2019               | Östersund (Suecia)           | Medalla de oro    | Relevo                  |
| 2019               | Östersund (Suecia)           | Medalla de oro    | Relevo mixto            |
| 2021               | Pokljuka (Eslovenia)         | Medalla de oro    | Relevo                  |
| 2023               | Oberhof (Alemania)           | Medalla de plata  | Relevo                  |
| 2024               | Nové Město (República Checa) | Medalla de plata  | Relevo                  |
| 2024               | Nové Město (República Checa) | Medalla de bronce | Velocidad               |
| 2024               | Nové Město (República Checa) | Medalla de bronce | Persecución             |
| Campeonato Europeo |                              |                   |                         |
| Año                | Lugar                        | Medalla           | Prueba                  |
| 2013               | Bansko (Bulgaria)            | Medalla de oro    | Velocidad               |
| 2013               | Bansko (Bulgaria)            | Medalla de plata  | Persecución             |
| 2016               | Tiumén (Rusia)               | Medalla de bronce | Relevo de velocidad     |
| 2017               | Duszniki-Zdrój (Polonia)     | Medalla de plata  | Relevo mixto individual |
| 2018               | Val Ridanna (Italia)         | Medalla de oro    | Relevo mixto individual |
| 2025               | Martello (Italia)            | Medalla de oro    | Relevo                  |
| 2025               | Martello (Italia)            | Medalla de plata  | Velocidad               |